# Dares Phrygius
Unter dem Pseudonym Dares Phrygius wurde im 5. Jahrhundert ein lateinischer Roman zum Trojanischen Krieg mit dem Titel Acta diurna belli Troiani veröffentlicht. Dieser geht offenbar auf ein verlorenes griechisches Original zurück.
Dares Phrygius, dessen wahre Identität bis heute unklar ist, verändert die homerische Sagenfassung in einigen wichtigen Punkten. Insgesamt wird die Handlung rationalisiert und entheroisiert, der Zorn des Achill durch die Beschreibung seiner Liebe zu Polyxena, der Tochter des trojanischen Königs Priamos, verständlich gemacht.
Als angeblicher Augenzeugenbericht von trojanischer Seite kann das Werk als Gegenentwurf zur Ephemeris belli Troiani des Dictys Cretensis gesehen werden, der denselben Stoff aus griechischer Sicht behandelt. Die Bearbeitungen des Troja-Stoffes durch diese beiden Autoren haben die Rezeption dieses Themas im Mittelalter und in der Frühen Neuzeit entscheidend geprägt. Vom 12. Jahrhundert an wurden sie zur Grundlage des „historischen Wissens“ zum Trojanischen Krieg. Noch Goethe hat beim Entwurf einer Achilleis für die Handlung auf Dictys und Dares zurückgegriffen.

## Ausgaben und Übersetzungen
- Dares Phrygius, Dictys Cretensis: Historia Troiana. Drucker des Dares, Köln 1472 (Digitalisat).
- Marcus Tatius („Tatius Alpinus“): Warhafftige Hiſtori vnd beſchreybung / von dem Troianiſchen krieg vnd zerſtörung der Stat Troie / Durch die hochgeachten Geſchichtſchreiber / Dictyn Cretenſem / vñ Darem Phrygium / Erſtlich in Griechiſcher ſprach beſchribē / darnach Latein / vñ yetzund newlich durch Marcum Tatium etc. Auß dē Latein ins Teütſch verwandelt / vormals nie geſehen / mit durchauß ſchoenen figuren gezieret. Haynrich Stayner, Augsburg 1536.
- Dares Phrygius: De excidio Troiae historia. Herausgegeben von Ferdinand Meister. 2. Auflage. Teubner, Stuttgart u. a. 1991, ISBN 3-8154-1960-3 (digitalisiert bei Gallica – Nachdruck der Ausgabe Teubner, Leipzig 1873).
- Dares aus Phrygien, Diktys von Kreta: Der Krieg gegen Troja. Wie er wirklich war. Aus dem Lateinischen von Wolfgang Hradsky. docupoint, Magdeburg 2005, ISBN 3-938142-61-8.
- Dares Phrygius: Die Geschichte vom Untergang Troias. Aus dem Lateinischen von Robert Sturm. Wissenschaftlicher Verlag Berlin, Berlin 2015, ISBN 978-3-86573-891-2.
- Dictys und Dares: Krieg um Troja. Lateinisch und deutsch. Herausgegeben von Kai Brodersen. De Gruyter, Berlin 2019, ISBN 978-3-11-062013-9 (Sammlung Tusculum).